# Lionel Dunsterville
Lionel Charles Dunsterville vezérőrnagy (1865 november 9. - 1946) az Egyesült Királyság tábornoka, az első világháború végén a német-török koalíciós csapatok ellen ő vezette a róla elnevezett Dunsterforce többnemzetiségű elit antant haderőt a Kaukázusi Fronton.

## Fiatalsága
1865. november 9-én született Westwardban és fiatalon 10 éves korától (1875-1883) a Sandhursti Királyi Katonai Akadémia kadétja lett. Itt iskolatársa volt az irodalmi Nobel-díjas Rudyard Kiplingnek, aki róla mintázta meg Stalkyt a közösen eltöltött időket idézve a Stalky és társa (Stalky & Co) című gyerektörténet-gyűjteményében. Fiatal lövésztisztként 1884. augusztusától a Királyi Sussex Ezred állományába került és 1887-től az Brit Gyarmati Indiai Hadsereghez helyezték át. Az északnyugati fronton Wazirisztánban (ma Pakisztán) és Kínában vett részt az ottani harcokban.

## Az első világháborúban
A háború kezdetén Indiában szolgált, de 1917-ben kinevezték a szövetséges erőkből felállításra került elit haderő parancsnokának. Az ezer fős ausztrál, brit kanadai és új-zélandi katonából álló jól felszerelt gépesített „Dunsterforce” feladata lett, hogy meggátolja a német-török invázió kiterjesztését India felé. A másik fontos feladatot a transzkaukázusi függetlenségi mozgalmak segítése jelentette. A térségben az első világháború előestéjére a kitermelt olaj mennyisége 7 millió tonna volt évente. Ez fontos célponttá tette a térséget az elkövetkező harci eseményekben. Németország is csapatokat küldött a térségbe Kreß von Kressenstein tábornok vezetésével. A legnagyobb harcok Baku, körül alakulnak ki és bonyolította a helyzetet, hogy a Vörös Hadsereg is megjelent a hadszíntéren. A szövetséges antant erőknek Dunsterville tábornok, vezetésével sikerült kivernie a városból és környékéről az ott álló, németekkel szövetséges oszmán csapatokat, és így 1918-ban rövid időre létrejött a független Azerbajdzsáni Demokratikus Köztársaság.
Dunsterville erői 1918. augusztus 6-án érkeztek Bakuba. Szeptember 14-én szembekerültek a 14 000 főnyi oszmán hadsereggel és elhagyták a várost. A másnap, 15-én bevonuló oszmánok tömegmészárlást rendeztek az örmény lakosság körében. Közben William Marshall tábornok némi erősítést küldött neki a mezopotámiai frontról kivont egységekből. Mintegy két hónapnyi manőverezés után után be kellett érniük a törökökkel kötött fegyverszüneti megállapodással.
Katonai pályája a hadművelet után véget is ért, 1920-ban nyugállományba vonult és 1946-ban elhunyt.

## Fordítás
- Ez a szócikk részben vagy egészben  a   Lionel Dunsterville című angol Wikipédia-szócikk ezen változatának fordításán alapul.  Az eredeti cikk szerkesztőit annak laptörténete sorolja fel. Ez a jelzés csupán a megfogalmazás eredetét és a szerzői jogokat jelzi, nem szolgál a cikkben szereplő információk forrásmegjelöléseként.